# Relaciones Estados Unidos-Jordania
Las relaciones Estados Unidos-Jordania son las relaciones diplomáticas entre Estados Unidos y Jordania. Jordania ha sido un aliado importante extra-OTAN en Medio Oriente desde 1996.

## Historia

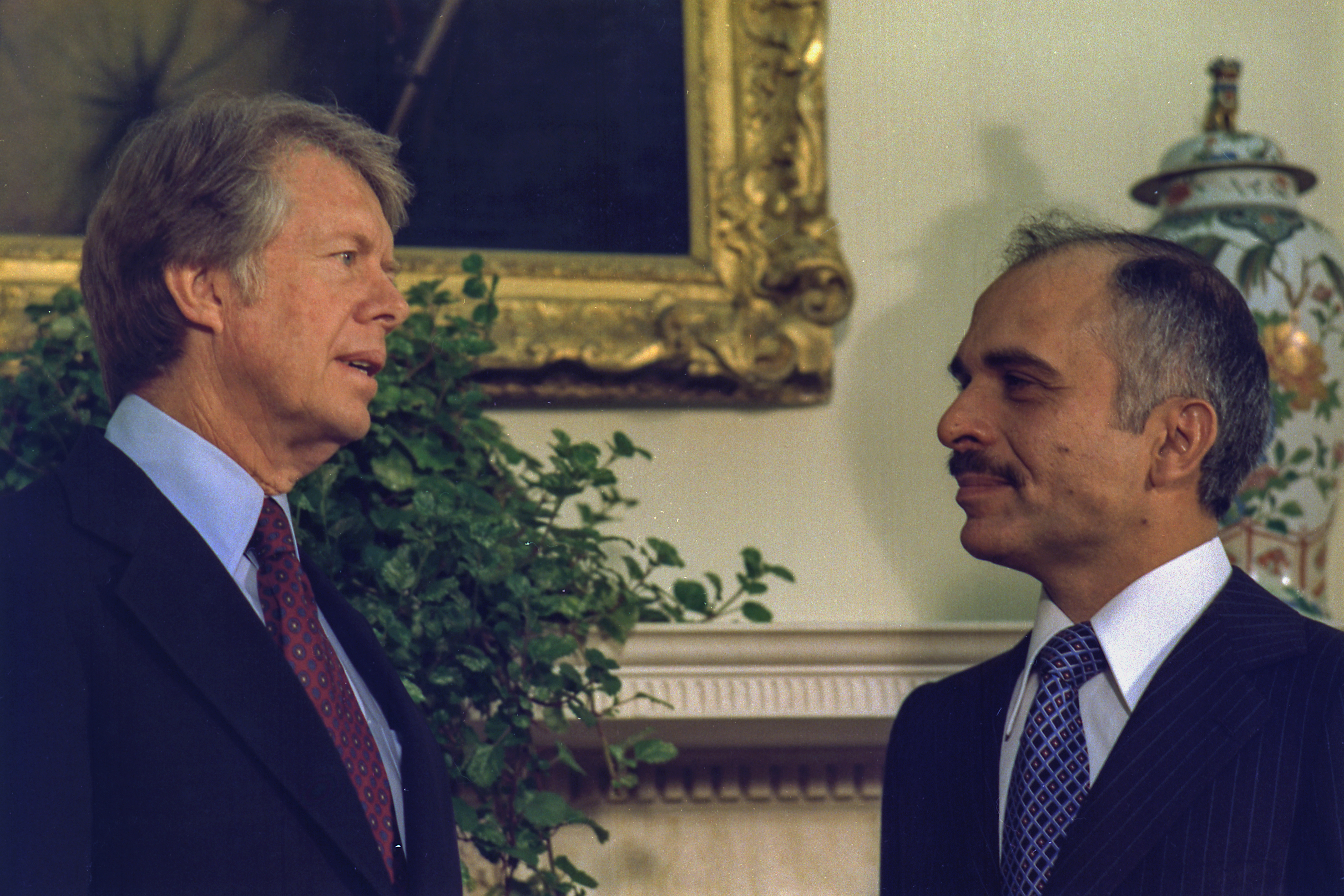
El rey Hussein se reunió con el presidente Jimmy Carter en Washington en 1977.

Las relaciones entre los EE. UU. y Jordania han estado cerradas durante más de cuatro décadas. La política de los Estados Unidos busca reforzar el compromiso de Jordania con la paz, la estabilidad y la moderación. El proceso de paz y la oposición de Jordania a terrorismo paralela e indirectamente asisten a intereses más amplios de los Estados Unidos. En consecuencia, a través de la asistencia económica y militar y de una estrecha cooperación política, los Estados Unidos han ayudado a Jordania a mantener su estabilidad y prosperidad.
Desde su creación, Jordania ha dependido del patrocinio de las principales potencias occidentales. Gran Bretaña llenó este papel hasta finales de la década de 1940; los Estados Unidos intervinieron durante la década de 1950. Durante la Guerra del Golfo de 1991, Jordania intentó resolver la situación en un marco árabe que los Estados Unidos interpretaron como pro-Irak. Como resultado, los EE. UU. comenzaron a monitorear el único puerto marítimo del país, Aqaba, para evitar que los suministros lleguen a Irak. Jordania sufrió dificultades financieras por esto, y las actitudes hacia los Estados Unidos solo mejoraron durante la Conferencia de Madrid de 1991, donde los Estados Unidos consideraron la participación jordana como esencial.
El  Rey Abdullah aconsejó a Washington contra la Guerra de Irak 2003, pero luego supuestamente le dio a la coalición invasora cierto grado de apoyo encubierto y tácito, a pesar de la abrumadora opinión de su propio público. El gobierno jordano se opuso públicamente a la guerra contra Irak. El Rey destacó a los Estados Unidos y la Unión Europea que una solución diplomática, de conformidad con las resoluciones del Consejo de Seguridad de las Naciones Unidas (CSNU) Resolución 1284 del Consejo de Seguridad de las Naciones Unidas (1999) y Resolución 1409 del Consejo de Seguridad de las Naciones Unidas (2002), fue el único modelo apropiado para resolver el conflicto entre Irak y la ONU. En agosto de 2002, le dijo al Washington Post que un intento de invadir Irak sería un "tremendo error" y que podría "lanzar a toda la zona a la confusión".

### Programas

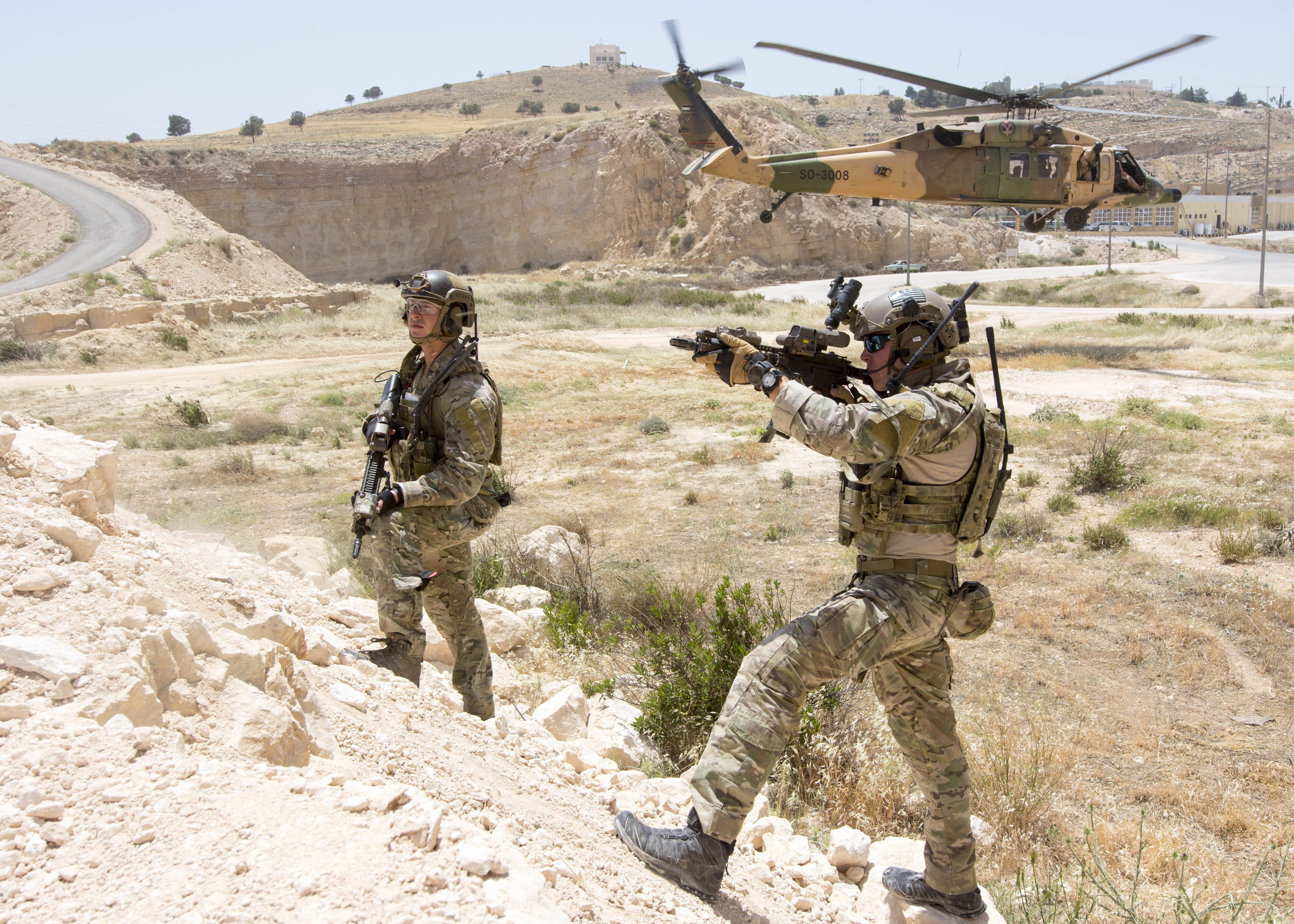
Comandos de tácticas especiales de la Fuerza Aérea de EE. UU. con fuerzas de operaciones especiales de Jordania

Desde 1952, los Estados Unidos han proporcionado a Jordania asistencia económica por un total de más de $ 9 mil millones ($ 1,3 mil millones en préstamos y $ 7,7 mil millones en donaciones), incluidos fondos para proyectos de desarrollo, atención de salud, educación, construcción para aumentar la disponibilidad de agua, el apoyo a los cambios de política microeconómica hacia un sistema más completo [de [mercado libre]], y la adquisición tanto de donaciones como de préstamos de productos agrícolas de EE. UU. estos programas han tenido éxito y han contribuido a la estabilidad de Jordania al tiempo que fortalecen la relación bilateral. La asistencia militar de los Estados Unidos, provisión de material y entrenamiento, está diseñada para satisfacer las legítimas  defensa de Jordania, incluida la preservación de la integridad de la frontera y la estabilidad regional. Jordan firmó un Acuerdo Umbral con Millennium Challenge Corporation (MCC) en octubre de 2006 y, posteriormente, fue considerado por el MCC como elegible para un Acuerdo Compacto en reconocimiento del progreso del país en materia económica, social, e indicadores de la reforma política.
A partir de 2013, los Estados Unidos habían otorgado a la agencia de inteligencia de Jordania, la Dirección General de Inteligencia (GID), más de $ 3.3 mil millones en ayuda durante los cinco años anteriores, con otros $ 200 millones prometidos para los refugiados de la crisis de Siria. El G.I.D es un socio cercano de la [Agencia Central de Inteligencia] estadounidense (CIA). En 2014, debido a las preocupaciones sobre la frágil economía de Jordania debido a la afluencia de refugiados sirios, el presidente Obama anunció que buscaría $ 1 mil millones en garantías de préstamos además de los $ 1.250 millones aprobados por el Congreso en 2013.

### Promoción de los Derechos Humanos
Desde los ataques terroristas mortales del 11 de septiembre, los Estados Unidos se han centrado en la seguridad y la estabilidad en la región, mientras combaten simultáneamente la Guerra contra el Terror. A medida que el entrenamiento militar y las operaciones de inteligencia se convirtieron en una prioridad más alta después de 2001, la Administración Bush revisó la retórica de la nación sobre la promoción de los derechos humanos y la democracia en la región, a pesar del clima político turbulento del Medio Oriente. En un esfuerzo por avanzar hacia una política exterior más intervencionista, Bush creó una agenda de libertad específica. Ha alentado enérgicamente "... la difusión de la libertad como la gran alternativa a la ideología del odio de los terroristas ...". Basada en los ideales estadounidenses de democracia y libertad, la agenda enfatiza la manera en que la continua propagación de las libertades puede combatir las condiciones y la oposición que engendra el extremismo. El fuerte impulso de los Estados Unidos para la acción y la reforma democrática, especialmente de 2001 a 2008, dio como resultado el perfeccionamiento de los programas técnicos y un aumento de la asistencia a la democracia. Las cuestiones relacionadas con el empoderamiento de género, la reforma legislativa, el énfasis en las elecciones y el apoyo a los programas educativos y de desarrollo se han elevado a la vanguardia.
La reciente reforma / acción tomada para la promoción de los derechos humanos y la democratización en Jordania incluye:
- 2.800 efectivos desplegados para la protección de la frontera.
- Nueva dirección para el Ministerio del Interior, las Fuerzas Armadas de Jordania y la Inteligencia General.
- Asistencia a la democracia para programas como el Proyecto de expansión escolar de Jordania, Proyecto de participación comunitaria, Actividad de apoyo a empresas locales y Programa de desarrollo de la fuerza laboral
- Presionar para aprobar una propuesta para que el número de representantes femeninas crezca a 23, un representante por cada distrito electoral

## Misiones diplomáticas residentes
- Estados Unidos tiene una embajada en Amán.
- Jordania tiene una embajada en Washington D. C.

## Amigos de Jordan Caucus
En el Congreso de los Estados Unidos, el Grupo de Amigos de Jordania se lanzó el 6 de marzo de 2009, para apoyar una relación sólida entre Jordania y los Estados Unidos y para facilitar el intercambio de ideas entre los miembros de la Cámara de Representantes y los funcionarios jordanos. . El comité será copresidido por los congresistas Schiff y Boustany, y los congresistas Baird y Fortenberry (R-NE) actuarán como vicepresidentes.